# Zaborze (powiat myszkowski)
Zaborze – wieś w Polsce położona w województwie śląskim, w powiecie myszkowskim, w gminie Żarki.
| SIMC    | Nazwa           | Rodzaj     |
| ------- | --------------- | ---------- |
| 0147708 | Masłoniowizna   | przysiółek |
| 0147714 | Skrobarczowizna | przysiółek |

W latach 1975–1998 miejscowość należała administracyjnie do województwa częstochowskiego.